# Susana y los viejos (Gentileschi, Bolonia)
Susanna y los viejos es una pintura de 1652 de la artista italiana Artemisia Gentileschi. Actualmente cuelga en la Pinacoteca Nacional, en Bolonia. La pintura, de más de dos metros de ancho, fue completada en colaboración con el alumno de Gentileschi, Onofrio Palumbo - los documentos relacionados con la venta de la pintura mencionan un pago a Palumbo.
Es una de las muchas pinturas de Gentileschi sobre el tema bíblico de Susana presente en el Libro de Daniel. La primera la realizó con diecisiete años; esta versión la ejecutó cuando se acercaba a la edad de sesenta.